# Rustenbeck
Rustenbeck ist ein Ortsteil der Gemeinde Dähre im Altmarkkreis Salzwedel in Sachsen-Anhalt.

## Geographie
Das Rundplatzdorf Rustenbeck liegt fünf Kilometer westlich von Dähre im nördlichen Teil der Altmark und rund 16 Kilometer nordöstlich der niedersächsischen Stadt Wittingen. Rund sieben Kilometer entfernt ist die Landesgrenze zwischen Sachsen-Anhalt und Niedersachsen. Im Süden des Dorfes liegt der 75 Meter hohe Mühlenberg.
Nachbarorte sind Bonese im Norden und Dülseberg im Süden.

## Geschichte

### Mittelalter bis Neuzeit
Die erste urkundliche Erwähnung des Dorfes ist aus dem Jahre 1350, als die Familie von dem Knesebeck dem Kloster Diesdorf totam villam Slauicalem Rustenbeke verkauften. Im Landbuch der Mark Brandenburg von 1375 wird das Dorf als Rustenbeke aufgeführt, das dem Kloster Diesdorf gehörte. Noch Jahre 1551 wurde eine Kirche erwähnt, 1721 lag die Kirche wüst. 1775 hatte das Dorf bereits keine Kirche mehr.
Schon im 19. Jahrhundert wurde eine Ziegelei genannt, die nordöstlich des Dorfes lag. In der Nähe der Teiche liegt heute der Hof Lerchental.
Östlich des Dorfes verlief die stillgelegte Bahnstrecke Salzwedel–Diesdorf.

### Herkunft des Ortsnamens
Heinrich Sültmann leitet den Ortsnamen von den althochdeutschen Wörtern „rust, rüstpaum, russ, rusch“ für „Ulme“ ab und übersetzt den Namen zu „Ulmenbach“.

### Eingemeindungen
Rustenbeck gehörte ursprünglich zum Salzwedelischen Kreis der Mark Brandenburg in der Altmark. Von 1807 bis 1813 lag es im Kanton Diesdorf auf dem Territorium des napoleonischen Königreichs Westphalen. Nach weiteren Änderungen kam es 1816 in den Kreis Salzwedel, den späteren Landkreis Salzwedel im Regierungsbezirk Magdeburg in der Provinz Sachsen in Preußen.
Am 20. Juli 1950 wurden Rustenbeck und Winkelstedt aus dem Landkreis Salzwedel in die Gemeinde Bonese eingemeindet.
Durch einen Gebietsänderungsvertrag beschlossen die Gemeinderäte der Gemeinden Bonese (am 5. Mai 2008), Dähre (am 5. Mai 2008) und Lagendorf (am 8. Mai 2008), dass ihre Gemeinden aufgelöst und zu einer neuen Gemeinde mit dem Namen Dähre vereinigt werden. Dieser Vertrag wurde vom Landkreis als unterer Kommunalaufsichtsbehörde genehmigt und trat am 1. Januar 2009 in Kraft.
Damit kam Rustenbeck am 1. Januar 2009 als Ortsteil zu Dähre.

### Einwohnerentwicklung
| Jahr | Einwohner |
| ---- | --------- |
| 1734 | 36        |
| 1774 | 63        |
| 1789 | 62        |
| 1798 | 57        |
| 1801 | 58        |
| 1818 | 50        |

| Jahr | Einwohner |
| ---- | --------- |
| 1840 | 110       |
| 1864 | 091       |
| 1871 | 102       |
| 1885 | 089       |
| 1892 | [00]077   |
| 1895 | 072       |

| Jahr | Einwohner |
| ---- | --------- |
| 1900 | [00]068   |
| 1905 | 084       |
| 1910 | [00]088   |
| 1925 | 103       |
| 1939 | 095       |
| 1946 | 141       |

| Jahr | Einwohner |
| ---- | --------- |
| 2015 | [00]51    |
| 2018 | [00]56    |
| 2020 | [00]55    |
| 2021 | [00]54    |
| 2022 | [00]55    |
| 2023 | [0]52     |

Quelle, wenn nicht angegeben, bis 1946:

## Religion
Die evangelischen Christen aus Rustenbeck gehören zur Kirchengemeinde Dähre, die zur Pfarrei Dähre gehörte. Sie werden heute betreut vom Pfarrbereich Osterwohle-Dähre des Kirchenkreises Salzwedel im Bischofssprengel Magdeburg der Evangelischen Kirche in Mitteldeutschland.

## Wirtschaft und Infrastruktur
Dominierend ist die Landwirtschaft. Daneben gibt es nur wenige Kleingewerbe.